# Futility, or the Wreck of the Titan
Futility, or the Wreck of the Titan (en español: El naufragio del Titan o Futilidad) fue una novela escrita por Morgan Robertson en 1898. La historia trata sobre el ficticio transatlántico Titan y su hundimiento, el cual guarda muchas similitudes con el RMS Titanic, que se hundiría catorce años después de la publicación de la novela.

## Sinopsis
La primera mitad introduce al héroe, John Lee Rowland, un desgraciado exteniente de la Marina de EE. UU, es un borracho y ha caído a los niveles más bajos de la sociedad. Despedido de la Marina, luego trabaja a bordo del Titan. El barco se hunde poco antes de la mitad de la novela. En la segunda mitad Rowland salva a una niña saltando con ella hacia el témpano de hielo. Después de una serie de aventuras, es finalmente rescatado por un buque.

## Semejanzas con el Titanic
Aunque la novela fue escrita antes de que el Titanic hubiese sido diseñado, hay algunas sorprendentes coincidencias entre la historia real y la ficticia. Como el Titanic, el barco ficticio se hundió en el Atlántico Norte, y no había suficientes botes salvavidas para todos los pasajeros. También existe una similitud en cuanto al tamaño (800 pies de largo para el Titan frente a los 882½ pies del Titanic), velocidad (25 nudos para el Titan, 23 nudos para el Titanic) y equipo salvavidas.
Semejanzas entre el Titanic y el Titan:
- El mito de "insumergible"
  - El Titanic fue el transatlántico más grande y lujoso de su época (882 pies, desplazando 53.000 toneladas), y una vez fue descrito (casi como) "prácticamente insumergible".
  - El Titan fue la embarcación más grande de su tiempo y fue considerado como el mejor trabajo del realizado por el ser humano (800 pies, desplazamiento 75.000 Tm), y fue considerado "insumergible".
- Número de hélices y mástiles
  - El Titanic tenía tres hélices y dos mástiles
  - El Titan estaba equipado con tres hélices y dos mástiles
- Botados en abril
  - El Titanic zarpó desde Southampton, Inglaterra, en su viaje inaugural en abril de 1912.
  - El Titan fue botado al mar en el mes de abril.
- Golpearon un iceberg
  - Desplazándose demasiado rápido, a 23 nudos, el Titanic golpeó un iceberg en la noche del 14 de abril de 1912, en el Atlántico Norte a 400 millas de distancia de Terranova.
  - También en una noche de abril en el Atlántico Norte, a 400 millas de Terranova, el Titan chocó con un témpano de hielo mientras viajaba a 25 nudos.
- El insumergible hundido
  - El insumergible Titanic se hundió, y más de la mitad de las 2223 personas a bordo murieron gritando por ayuda.
  - El indestructible Titan también se hundió, y más de la mitad de sus pasajeros murieron (sólo 13 sobrevivieron).
  - El número de pasajeros del barco de Robertson era de 3000 y contaba con apenas 24 botes. En la realidad, el Titanic tenía 2207 personas a bordo y solamente 20 botes salvavidas, una cantidad insuficiente para la cantidad de pasajeros, tanto en la novela como en la realidad
  - La eslora del barco de la novela era de 245 metros, algo inferior a la del Titanic, que era de 269 metros (solo 24 metros de diferencia).

## Diferencias entre el Titanic y el Titan
- El Titanic golpeó el iceberg en perfectas condiciones de navegación, mientras que en la novela, las condiciones climatológicas eran adversas en el momento que el Titan chocó contra el témpano.
- 705 personas del Titanic se salvaron; del Titan solo 13.

- El Titanic fue el segundo de tres barcos gemelos, y el Titan no tenía naves hermanas.
- El Titan zarpó de Nueva York a Liverpool; el Titanic, de Southampton a Nueva York.
- El Titan naufragó durante su tercer viaje; en el caso del Titanic, se hundió durante su primer viaje.
- El Titanic tenía quince compartimientos estancos, mientras que el Titan, nueve.
- El Titan tenía 40.000 CV de fuerza; mientras que el Titanic, 50.000 CV de fuerza.